# لاميون يانغتشوي
لاميون يانغتشوي (الاسم العلمي:Lamium yangsoense) هو نوع من النباتات يتبع جنس اللاميون من الفصيلة الشفوية. سمي هذا النوع نسبة إلى مدينة يانغتشو في الصين.